# 拉丁阵营
拉丁阵营是意大利领袖贝尼托·墨索里尼于1927年首次提出，他提到要在意大利、法国、西班牙以及葡萄牙之间建立名为拉丁阵营（意大利语：Blocco Latino，法语：Bloc Latin，西班牙语：Bloque Latino，葡萄牙语：Bloco Latino，罗马尼亚语：Blocul Latin）的联盟，這一聯盟以共同的拉丁文明与文化为基础。第二次世界大战期间，意大利、西班牙以及法国政府曾公开討論拉丁阵营這一提议。